# Familia Bornemisza
Bornemisza de Kászon (în maghiară kászoni Bornemisza) este patronimul unei vechi familii din nobilimea maghiară.

## Origini
Familia Bornemisza este o familie secuiască din Transilvania, în care mai mulți dintre membrii săi au avut un rol important. De origine obscură, ea purta odinioară numele de Csutak de Kászon-impérfalva (în maghiară kászon-impérfalvi Csutak). György Csutak a primit o donație de blazon de la principele Gheorghe Rákóczi I, în 1633

## Membri notabili
- János Bornemisza, întâiul care a purtat acest nume, născut Csutak de Kászon-impérfalva (1672-1742). Creat baron în 1717, a fost mare judecător regal și vicecancelar al Transilvaniei.
- baron Ignác Bornemisza (1707–1769), főispán („șpan”) de Turda, trezorier al principelui Transilvaniei.
- baron János Bornemisza (1734–1810), șambelan, főispán de Hunedoara.
- baron Ignác Bornemisza (1809–1877), alispán („viceșpan”) de Cluj, deputat în Dieta Transilvaniei.
- baron Pál Bornemisza (1853–1909), cercetător și etnograf specialist al Africii.
- baron Lipót Bornemisza (1876-1940), főispán de Hunedoara.
- baron  Gábor Bornemisza (1859-1915), șambelan K.u.K. (1907). Având doar o fiică, Margit, l-a adoptat pe ginerele său Heinrich Thyssen (1875-1947) care, în acest fel, a fost autorizat să poarte, pe viitor, numele, titlul și blazonul familiei sub numele de baron Henrik Thyssen-Bornemisza de Kászon.
- baron Sebestyén Bornemisza / Sebastian Bornemisa (1890-1953), filosof, ziarist, primar al Clujului, ministru subsecretar de stat în România, mort în detenție politică, victimă a regimului comunist din România.
- baron Elemér Bornemisza (1930–2010), profesor de chimie și membru al Academiei Maghiare de Științe, este președintele fondator al Academiei de Științe din Costa Rica.